# Ла-Тіна-Ранч (Техас)
Ла-Тіна-Ранч (англ. La Tina Ranch) — переписна місцевість (CDP) в США, в окрузі Камерон штату Техас. Населення — 687 осіб (2020).

## Географія
Ла-Тіна-Ранч розташована за координатами 26°11′54″ пн. ш. 97°28′41″ зх. д. / 26.19833° пн. ш. 97.47806° зх. д. (26.198338, -97.478083).  За даними Бюро перепису населення США в 2010 році переписна місцевість мала площу 18,34 км², з яких 18,21 км² — суходіл та 0,13 км² — водойми.

## Демографія
Згідно з переписом 2010 року, у переписній місцевості мешкало 618 осіб у 161 домогосподарстві у складі 135 родин. Густота населення становила 34 особи/км².  Було 182 помешкання (10/км²).
Расовий склад населення:
| - 61,8 % — білих - 1,8 % — корінних американців - 0,2 % — чорних або афроамериканців - 0,2 % — азіатів - 33,8 % — осіб інших рас |

До двох чи більше рас належало 2,3 %. Частка іспаномовних становила 95,1 % від усіх жителів.
За віковим діапазоном населення розподілялося таким чином: 36,1 % — особи молодші 18 років, 57,1 % — особи у віці 18—64 років, 6,8 % — особи у віці 65 років та старші. Медіана віку мешканця становила 28,4 року. На 100 осіб жіночої статі у переписній місцевості припадало 109,5 чоловіків;  на 100 жінок у віці від 18 років та старших — 102,6 чоловіків також старших 18 років.
Середній дохід на одне домашнє господарство  становив 18 491 долар США (медіана — 14 936), а середній дохід на одну сім'ю — 15 703 долари (медіана — 14 924). За межею бідності перебувало 67,8 % осіб, у тому числі 40,5 % дітей у віці до 18 років та 100,0 % осіб у віці 65 років та старших.
Цивільне працевлаштоване населення становило 289 осіб. Основні галузі зайнятості: мистецтво, розваги та відпочинок — 36,7 %, сільське господарство, лісництво, риболовля — 34,3 %, будівництво — 18,7 %, інформація — 5,5 %.